# Campeonato Mundial de Caratê
O Campeonato Mundial de Karatê é o principal torneio de karatê no mundo. As primeiras competições do esporte foram realizadas na década de 1950 e reuniam apenas clubes do Japão. O Campeonato Mundial é realizado desde 1970 e atualmente é disputado a cada dois anos. Os Lutadores japoneses tem sido os mais fortes nesse campeonato, ganhando o primeiro lugar em dez edições. É organizado pela Federação Mundial de Caratê.

## Campeonatos
| Ano  | Cidade sede                   | Realização          | Campeão (kata)            | Campeão (luta/abs)       | Campeã (kata)               |
| ---- | ----------------------------- | ------------------- | ------------------------- | ------------------------ | --------------------------- |
| 1970 | Tóquio, Japão                 |                     |                           |                          |                             |
| 1972 | Paris, França                 |                     |                           | França                   |                             |
| 1975 | Long Beach, Estados Unidos    |                     |                           | Japão                    |                             |
| 1977 | Tóquio, Japão                 |                     |                           | Países Baixos            |                             |
| 1980 | Madrid, Espanha               |                     |                           | Japão                    |                             |
| 1982 | Taipei, Taiwan                |                     |                           | Japão                    |                             |
| 1984 | Maastricht, Países Baixos     |                     |                           | Reino Unido              |                             |
| 1986 | Sydney, Austrália             |                     |                           | Japão                    |                             |
| 1988 | Cairo, Egito                  |                     |                           | Japão                    |                             |
| 1990 | Cidade do México, México      | 8 a 11 de novembro  |                           | Japão                    |                             |
| 1992 | Granada, Espanha              | 19 a 22 de novembro |                           | Espanha                  |                             |
| 1994 | Kota Kinabalu, Malásia        | 8 a 11 de dezembro  |                           | Japão                    |                             |
| 1996 | Sun City, África do Sul       | 7 a 10 de novembro  |                           | Reino Unido              |                             |
| 1998 | Rio de Janeiro, Brasil        | 18 de outubro       |                           | França                   |                             |
| 2000 | Munique, Alemanha             | 12 a 15 de outubro  |                           | França                   |                             |
| 2002 | Madrid, Espanha               | 21 a 24 de novembro |                           | França                   |                             |
| 2004 | Monterrey, México             | 18 a 21 de novembro |                           | Japão                    |                             |
| 2006 | Tampere, Finlândia            | 12 a 15 de outubro  |                           | Itália                   |                             |
| 2008 | Tóquio, Japão                 | 13 a 16 de novembro |                           | Japão                    |                             |
| 2010 | Belgrado, Sérvia              | 28 a 31 de outubro  | Antonio Diaz ( Venezuela) | Dejan Umicevic ( Sérvia) | Yohana Sanchez ( Venezuela) |
| 2012 | Paris, França                 |                     |                           |                          |                             |
| 2021 | Dubai, Emirados Árabes Unidos | 16 a 21 de novembro | Ryo Kiyuna ( Japão)       |                          | Sandra Sánchez ( Espanha)   |